# Fontenay-sur-Mer
Fontenay-sur-Mer är en kommun i departementet Manche i regionen Normandie i norra Frankrike. Kommunen ligger i kantonen Montebourg som tillhör arrondissementet Cherbourg. År 2022 hade Fontenay-sur-Mer 164 invånare.

## Befolkningsutveckling
Antalet invånare i kommunen Fontenay-sur-Mer
| Referens: INSEE |